# Ischiocentra
Ischiocentra is een kevergeslacht uit de familie van de boktorren (Cerambycidae). De wetenschappelijke naam van het geslacht werd voor het eerst geldig gepubliceerd in 1861 door Thomson.

## Soorten
Ischiocentra omvat de volgende soorten:
- Ischiocentra clavata Thomson, 1861
- Ischiocentra diringshofeni Lane, 1956
- Ischiocentra disjuncta Martins & Galileo, 1990
- Ischiocentra hebes (Thomson, 1868)
- Ischiocentra insulata (Rodrigues & Mermudes, 2011)
- Ischiocentra monteverdensis Giesbert, 1984
- Ischiocentra punctata Martins & Galileo, 2005
- Ischiocentra quadrisignata Thomson, 1868
- Ischiocentra stockwelli Giesbert, 1984